# Jogos do Sudeste Asiático de 1995
Os Jogos do Sudeste Asiático de 1995 foram a 18ª edição do evento multiesportivo, realizado na cidade de Chiang Mai, na Tailândia, entre os dias 9 e 17 de dezembro.

## Países participantes
Dez países participaram do evento:
- Brunei
- Camboja
- Laos
- Tailândia
- Myanmar
- Malásia
- Singapura
- Indonésia
- Filipinas
- Vietname

## Modalidades
Foram disputadas 29 modalidades nesta edição dos Jogos:
| - Atletismo - Badminton - Basquete - Bilhar - Boliche - Boxe - Ciclismo - Esgrima - Esportes aquáticos - Fisiculturismo - Futebol - Ginástica - Golf - Hóquei sobre grama | - Judô - Levantamento de peso - Remo - Rugby - Sepaktakraw - Silat - Squash - Taekwondo - Tênis - Tênis de mesa - Tiro - Tiro com arco - Vela - Vôlei |

## Quadro de medalhas
País sede destacado.
| Ordem | País      | Medalha de ouro | Medalha de prata | Medalha de bronze |       |
| ----- | --------- | --------------- | ---------------- | ----------------- | ----- |
| 1     | Tailândia | 157             | 98               | 91                | 346   |
| 2     | Indonésia | 77              | 67               | 77                | 221   |
| 3     | Filipinas | 33              | 48               | 62                | 143   |
| 4     | Malásia   | 31              | 49               | 69                | 149   |
| 5     | Singapura | 26              | 27               | 42                | 95    |
| 6     | Vietname  | 10              | 18               | 24                | 52    |
| 7     | Myanmar   | 4               | 21               | 37                | 62    |
| 8     | Brunei    |                 | 2                | 6                 | 8     |
| 9     | Laos      |                 | 1                | 6                 | 7     |
| 10    | Camboja   |                 |                  | 2                 | 2     |
| TOTAL | TOTAL     | 338             | 331              | 416               | 1 085 |